# Radovanu, Călărași
Radovanu este satul de reședință al comunei cu același nume din județul Călărași, Muntenia, România. La recensământul din 2002 avea o populație de 4.406 locuitori.

Descoperirea din anul 1967 a unui cuptor de ars oale la Radovanu  evidențiază măiestria meșteșugarilor geto-daci, care au folosit tehnici ingenioase pentru construcția acestuia. Cuptorul avea o cameră de foc rotundă, un grătar realizat din lut amestecat cu pleavă și o structură care sugerează o influență tehnică din afara spațiului dacic, adaptată în mod original. 